# LION/ライオン 〜25年目のただいま〜
『LION/ライオン 〜25年目のただいま〜』（ライオン25ねんめのただいま、Lion）は、2016年のオーストラリア・アメリカ合衆国・イギリス合作のドラマ映画。サルー・ブライアリーのノンフィクション本『25年目の「ただいま」 5歳で迷子になった僕と家族の物語』を原作とし、ルーク・デイヴィーズが脚本、ガース・デイヴィスが監督を務めている。出演はデーヴ・パテール、ルーニー・マーラ、デビッド・ウェナム、ニコール・キッドマンらである。第41回トロント国際映画祭でプレミア上映された。アメリカ合衆国ではワインスタイン・カンパニー配給で2016年11月25日に封切られた。
約1,200万ドルという予算で製作されたが、全世界で1億ドルを超える興行収入を記録した。
第89回アカデミー賞では、作品賞、助演男優賞（パテール）、助演女優賞（キッドマン）、脚色賞、撮影賞、作曲賞の6部門にノミネートされた。
キャッチコピーは、「迷った距離1万キロ、探した時間25年、道案内はGoogle Earth」。

## プロット
5歳の時に両親とはぐれてしまい、オーストラリア人夫婦に引き取られたサルー・ブライアリーがGoogle Earthを使って本当の家族を探し出す。

## キャスト
※括弧内は日本語吹替
- サルー・ブライアリー（英語版） - デーヴ・パテール[8]（平野潤也）/幼少期のサルー - サニー・パワール（英語版）[7]（山崎智史）

5歳のときにインドで迷子になり、家族と離れ離れになってしまった過去を持つ男。
- ルーシー - ルーニー・マーラ[9]（山賀晴代）
- スー・ブライアリー - ニコール・キッドマン[8]（田中敦子）
- ジョン・ブライアリー - デビッド・ウェナム[9]（吉富英治）
- グドゥ・カーン - アビシェーク・バラト
- マントッシュ・ブライアリー - ディヴィアン・ラドワ（英語版）[9]
- カムラ・ムンシ - プリヤンカ・ボース（英語版）[10]
- ミセス・スード - ディープティ・ナヴァル（英語版）[10]
- ヌーア - タニシュタ・チャテルジー（英語版）[10]
- ラマ - ナワーズッディーン・シッディーキー[10]
- ウェイター - ベンジャミン・リグビー（英語版）
- プラマ - パラビ・シャーダ（英語版）[11]（松浦裕美子）
- バラット - サチン・ジョアブ（英語版）

## 製作
2013年4月24日、ガース・デイヴィスがシー・ソウ・フィルムズとサンスター・エンターテインメントの下でサルー・ブライアリーの回想録『25年目の「ただいま」 5歳で迷子になった僕と家族の物語』を基にした映画で監督デビューする予定であることが発表された。物語は電車を乗り違えて自宅から数千マイル離れた場所で迷子となった5歳のインド人少年であるブライアリーを中心に展開される。彼はオーストラリア人夫婦の養子となり、それから25年後にGoogle Earthを駆使して実の両親を探し出す。2014年5月、ワインスタイン・カンパニーは1200万ドルで『Lion』と題されたこのサバイバルドラマ映画の世界配給権を獲得した。書籍の脚本化はルーク・デイヴィーズが担当し、スクリーン・オーストラリアとフルクラム・メディア・ファイナンスが共同出資し、シー・ソウ、サンスター、アクエリアス・フィルムズが製作する。プロデューサーとしてはイアン・カニング、アンジー・フィールダー、エミール・シャーマンが参加する。2014年10月、デーヴ・パテールとニコール・キッドマンが主役にキャスティングされた。2015年1月、ナワーズッディーン・シッディーキー、プリヤンカー・ボーズ、タニシュタ・チャテルジー、ディープティ・ナヴァルがキャストに加わった。2015年4月、ルーニー・マーラ、デビッド・ウェナム、ディヴィアン・ラドワが加わった。またパラビ・シャーダがサルーの友人役で加わった。映画音楽はフォルカー・ベルテルマンとダスティン・オハロランが作曲する。

### 撮影
主要撮影は2015年1月よりインドのコルカタで始まった。4月半ば、撮影はオーストラリアへと移り、メルボルンとホバートで行われた。キッドマンの場面はオーストラリアで撮影された。

## 音楽
- en:Lion (soundtrack)

## 公開
ワールド・プレミアは2016年9月10日にトロント国際映画祭で行われた。2016年9月22日にはチューリッヒ映画祭でオープニング・ナイト作品を務めた。さらに2016年10月12日にはロンドン映画祭で上映された。北米での劇場公開は2016年11月25日。オーストラリアでは2017年1月19日に封切られた。

## 評価
本作は第41回トロント国際映画祭で初上映され、批評家・観客双方から高く評価されている。映画批評集積サイトのRotten Tomatoesには169件のレビューがあり、批評家支持率は88%、観客支持率は92%となっている。特に、パテールとキッドマンに対しての賞賛が多く寄せられていて、映画自体は「才能あるキャストの心のこもった演技と実話がもたらす迫力、それを装飾するリアルな生活風景の魅力があふれ出る良作である」と賞賛された。

## 受賞とノミネート
第89回アカデミー賞では、作品賞を含む6部門にノミネートされた。またゴールデングローブ賞では4部門、クリティクス・チョイス・アワードでは6部門にノミネートされ、各組合賞でも候補に挙がった。
2017年のオーストラリア映画協会賞では最多12部門にノミネートされ、12部門受賞（ノミネートされた部門ですべて受賞）を果たした。
監督のガース・デイヴィスは初監督作品ながら、全米監督組合賞で2部門にノミネートされるなど（監督賞では、『ハクソー・リッジ』のメル・ギブソン、『沈黙 -サイレンス-』のマーティン・スコセッシらを抑えての候補入り）、高い評価を得た。このうち、第一回作品監督賞を受賞した。
スー・ブライアリーを演じたニコール・キッドマンは、ハリウッド映画賞助演女優賞やオーストラリア映画協会賞助演女優賞（国際部門）など数々の賞を受賞した。また自身6年ぶり通算4度目のアカデミー賞ノミネート（初の助演部門）を果たした。
| 賞                                                 | 部門                                     | 候補                                             | 結果       |
| -------------------------------------------------- | ---------------------------------------- | ------------------------------------------------ | ---------- |
| アカデミー賞                                       | 作品賞                                   | 『LION/ライオン 〜25年目のただいま〜』           | ノミネート |
| アカデミー賞                                       | 助演男優賞                               | デーヴ・パテール                                 | ノミネート |
| アカデミー賞                                       | 助演女優賞                               | ニコール・キッドマン                             | ノミネート |
| アカデミー賞                                       | 脚色賞                                   | ルーク・デイヴィーズ                             | ノミネート |
| アカデミー賞                                       | 撮影賞                                   | グリーグ・フレイザー                             | ノミネート |
| アカデミー賞                                       | 作曲賞                                   | ダスティン・オハロラン、フォルカー・ベルテルマン | ノミネート |
| 英国アカデミー賞                                   | 助演男優賞                               | デーヴ・パテール                                 | 受賞       |
| 英国アカデミー賞                                   | 助演女優賞                               | ニコール・キッドマン                             | ノミネート |
| 英国アカデミー賞                                   | 脚色賞                                   | ルーク・デイヴィーズ                             | 受賞       |
| 英国アカデミー賞                                   | 撮影賞                                   | グリーグ・フレイザー                             | ノミネート |
| 英国アカデミー賞                                   | 作曲賞                                   | ダスティン・オハロラン、フォルカー・ベルテルマン | ノミネート |
| オーストラリア映画協会賞                           | 作品賞                                   | 『LION/ライオン 〜25年目のただいま〜』           | 受賞       |
| オーストラリア映画協会賞                           | 監督賞                                   | ガース・デイヴィス                               | 受賞       |
| オーストラリア映画協会賞                           | 主演男優賞                               | サニー・パワール                                 | 受賞       |
| オーストラリア映画協会賞                           | 助演男優賞                               | デーヴ・パテール                                 | 受賞       |
| オーストラリア映画協会賞                           | 助演女優賞                               | ニコール・キッドマン                             | 受賞       |
| オーストラリア映画協会賞                           | 脚色賞                                   | ルーク・デイヴィーズ                             | 受賞       |
| オーストラリア映画協会賞                           | 撮影賞                                   | グリーグ・フレイザー                             | 受賞       |
| オーストラリア映画協会賞                           | 編集賞                                   | アレクサンドル・デ・フランチェスキ               | 受賞       |
| オーストラリア映画協会賞                           | 作曲賞                                   | ダスティン・オハロラン、フォルカー・ベルテルマン | 受賞       |
| オーストラリア映画協会賞                           | 録音賞                                   | 『LION/ライオン 〜25年目のただいま〜』           | 受賞       |
| オーストラリア映画協会賞                           | 美術賞                                   | クリス・ケネディー                               | 受賞       |
| オーストラリア映画協会賞                           | 衣装デザイン賞                           | カピー・アイルランド                             | 受賞       |
| オーストラリア映画協会賞（国際部門）               | 作品賞                                   | 『LION/ライオン 〜25年目のただいま〜』           | ノミネート |
| オーストラリア映画協会賞（国際部門）               | 監督賞                                   | ガース・デイヴィス                               | ノミネート |
| オーストラリア映画協会賞（国際部門）               | 助演男優賞                               | デーヴ・パテール                                 | 受賞       |
| オーストラリア映画協会賞（国際部門）               | 助演女優賞                               | ニコール・キッドマン                             | 受賞       |
| オーストラリア映画協会賞（国際部門）               | 脚本賞                                   | ルーク・デイヴィーズ                             | ノミネート |
| ゴールデングローブ賞                               | 作品賞（ドラマ部門）                     | 『LION/ライオン 〜25年目のただいま〜』           | ノミネート |
| ゴールデングローブ賞                               | 助演男優賞                               | デーヴ・パテール                                 | ノミネート |
| ゴールデングローブ賞                               | 助演女優賞                               | ニコール・キッドマン                             | ノミネート |
| ゴールデングローブ賞                               | 作曲賞                                   | ダスティン・オハロラン、フォルカー・ベルテルマン | ノミネート |
| 全米映画俳優組合賞                                 | 助演男優賞                               | デーヴ・パテール                                 | ノミネート |
| 全米映画俳優組合賞                                 | 助演女優賞                               | ニコール・キッドマン                             | ノミネート |
| 全米製作者組合賞                                   | 作品賞                                   | 『LION/ライオン 〜25年目のただいま〜』           | ノミネート |
| 全米監督組合賞                                     | 監督賞                                   | ガース・デイヴィス                               | ノミネート |
| 全米監督組合賞                                     | 監督賞（第一回作品）                     | ガース・デイヴィス                               | 受賞       |
| 全米撮影監督組合賞                                 | 撮影賞                                   | グリーグ・フレイザー                             | 受賞       |
| 全米美術監督組合賞                                 | 現代映画部門                             | クリス・ケネディー                               | ノミネート |
| 全米衣装デザイナー組合賞                           | 衣装デザイン賞（コンテンポラリー）       | カピー・アイルランド                             | ノミネート |
| 全米音響効果監督組合賞                             | 音響効果賞                               | 『LION/ライオン 〜25年目のただいま〜』           | ノミネート |
| クリティクス・チョイス・アワード                   | 作品賞                                   | 『LION/ライオン 〜25年目のただいま〜』           | ノミネート |
| クリティクス・チョイス・アワード                   | 助演男優賞                               | デーヴ・パテール                                 | ノミネート |
| クリティクス・チョイス・アワード                   | 助演女優賞                               | ニコール・キッドマン                             | ノミネート |
| クリティクス・チョイス・アワード                   | 脚色賞                                   | ルーク・デイヴィーズ                             | ノミネート |
| クリティクス・チョイス・アワード                   | 作曲賞                                   | ダスティン・オハロラン、フォルカー・ベルテルマン | ノミネート |
| クリティクス・チョイス・アワード                   | 若手俳優賞                               | サニー・パワール                                 | ノミネート |
| サテライト賞                                       | 作品賞                                   | 『LION/ライオン 〜25年目のただいま〜』           | ノミネート |
| サテライト賞                                       | 助演男優賞                               | デーヴ・パテール                                 | ノミネート |
| サテライト賞                                       | 助演女優賞                               | ニコール・キッドマン                             | ノミネート |
| サテライト賞                                       | 脚色賞                                   | ルーク・デイヴィーズ                             | ノミネート |
| サテライト賞                                       | 編集賞                                   | アレクサンドル・デ・フランチェスキ               | ノミネート |
| アメリカキャスティング協会賞                       | スタジオ/インディペンデント ドラマ作品賞 | 『LION/ライオン 〜25年目のただいま〜』           | ノミネート |
| USCスクリプター賞                                  | 脚色賞                                   | ルーク・デイヴィーズ                             | ノミネート |
| カプリ・ハリウッド国際映画祭                       | ヒューマニタリアン賞                     | 『LION/ライオン 〜25年目のただいま〜』           | 受賞       |
| カプリ・ハリウッド国際映画祭                       | 助演男優賞                               | デーヴ・パテール                                 | 受賞       |
| カプリ・ハリウッド国際映画祭                       | 助演女優賞                               | ニコール・キッドマン                             | 受賞       |
| カプリ・ハリウッド国際映画祭                       | 脚色賞                                   | サルー・ブライアリー、ルーク・デイヴィーズ       | 受賞       |
| カプリ・ハリウッド国際映画祭                       | カプリ平和賞                             | “Never Give Up” （シーア）                       | 受賞       |
| ワシントンD.C.映画批評家協会賞                     | 脚色賞                                   | ルーク・デイヴィーズ                             | ノミネート |
| ワシントンD.C.映画批評家協会賞                     | 若手俳優賞                               | サニー・パワール                                 | ノミネート |
| サンディエゴ映画批評家協会賞                       | 助演女優賞                               | ニコール・キッドマン                             | ノミネート |
| サンディエゴ映画批評家協会賞                       | 脚色賞                                   | ルーク・デイヴィーズ                             | ノミネート |
| デンヴァー映画批評家協会賞                         | 助演女優賞                               | ニコール・キッドマン                             | ノミネート |
| ノースカロライナ映画批評家協会賞                   | 助演女優賞                               | ニコール・キッドマン                             | ノミネート |
| ジョージア映画批評家協会賞                         | 助演女優賞                               | ニコール・キッドマン                             | ノミネート |
| ジョージア映画批評家協会賞                         | 作曲賞                                   | ダスティン・オハロラン、フォルカー・ベルテルマン | ノミネート |
| ハワイ映画批評家協会賞                             | 助演男優賞                               | デーヴ・パテール                                 | ノミネート |
| ハワイ映画批評家協会賞                             | 助演女優賞                               | ニコール・キッドマン                             | ノミネート |
| アフリカン・アメリカン映画批評家協会賞             | 作品トップ10                             | 『LION/ライオン 〜25年目のただいま〜』           | 4th Place  |
| オンライン映画＆テレビジョン協会賞                 | 作品賞                                   | 『LION/ライオン 〜25年目のただいま〜』           | ノミネート |
| オンライン映画＆テレビジョン協会賞                 | 助演男優賞                               | デーヴ・パテール                                 | ノミネート |
| オンライン映画＆テレビジョン協会賞                 | 助演女優賞                               | ニコール・キッドマン                             | ノミネート |
| オンライン映画＆テレビジョン協会賞                 | 若手俳優賞                               | サニー・パワール                                 | 受賞       |
| オンライン映画＆テレビジョン協会賞                 | 脚色賞                                   | ルーク・デイヴィーズ                             | ノミネート |
| オンライン映画＆テレビジョン協会賞                 | 第一回作品賞                             | ガース・デイヴィス                               | 受賞       |
| 国際シネフィル協会賞                               | 助演女優賞                               | ニコール・キッドマン                             | ノミネート |
| オンライン国際映画賞                               | 助演女優賞                               | ニコール・キッドマン                             | ノミネート |
| ゴールデンカメラ賞                                 | 国際女優賞                               | ニコール・キッドマン                             | 受賞       |
| 大人のための映画賞                                 | 作品賞                                   | 『LION/ライオン 〜25年目のただいま〜』           | ノミネート |
| 大人のための映画賞                                 | 助演女優賞                               | ニコール・キッドマン                             | ノミネート |
| 大人のための映画賞                                 | 世代間映画賞                             | 『LION/ライオン 〜25年目のただいま〜』           | ノミネート |
| シンユーフォリア賞                                 | 主演男優賞（観客賞）                     | デーヴ・パテール                                 | 受賞       |
| シンユーフォリア賞                                 | 助演女優賞                               | ニコール・キッドマン                             | 受賞       |
| ハリウッド映画賞                                   | 助演女優賞                               | ニコール・キッドマン                             | 受賞       |
| アジア太平洋映画賞                                 | 主演男優賞                               | デーヴ・パテール                                 | ノミネート |
| アジア太平洋映画賞                                 | 特別賞                                   | サニー・パワール                                 | 受賞       |
| ハミルトン ビハインド・ザ・カメラ・アワード        | ブレイクスルー脚本賞                     | ルーク・デイヴィーズ                             | 受賞       |
| ハリウッド・ミュージック・イン・メディア・アワード | 作曲賞                                   | ダスティン・オハロラン、フォルカー・ベルテルマン | ノミネート |
| トロント国際映画祭                                 | 観客賞                                   | 『LION/ライオン 〜25年目のただいま〜』           | 2nd Place  |
| パームスプリングス国際映画祭                       | 国際スター賞                             | ニコール・キッドマン                             | 受賞       |
| シカゴ国際映画祭                                   | 観客賞                                   | 『LION/ライオン 〜25年目のただいま〜』           | 受賞       |
| キャメリメージ国際映画祭                           | 最優秀撮影賞                             | グリーグ・フレイザー                             | 受賞       |
| デンバー国際映画祭                                 | 観客賞                                   | 『LION/ライオン 〜25年目のただいま〜』           | 受賞       |
| サンタバーバラ国際映画祭                           | ヴァーチュオソス賞                       | デーヴ・パテール                                 | 受賞       |
| ハワイ国際映画祭                                   | 作品賞                                   | ガース・デイヴィス                               | 受賞       |
| ミルバレー映画祭                                   | 観客賞                                   | 『LION/ライオン 〜25年目のただいま〜』           | 受賞       |
| ハートランド映画祭                                 | 作品賞                                   | ガース・デイヴィス                               | 受賞       |
| オースティン映画祭                                 | 観客賞                                   | 『LION/ライオン 〜25年目のただいま〜』           | 受賞       |
| ミドルバーグ映画祭                                 | 観客賞                                   | 『LION/ライオン 〜25年目のただいま〜』           | 受賞       |
| バージニア映画祭                                   | 観客賞                                   | 『LION/ライオン 〜25年目のただいま〜』           | 受賞       |